# Тулуб Павло Олександрович
Павло́ Олекса́ндрович Ту́луб  (* 13 (25) лютого 1862, Київ — † 16 березня 1923, Київ) — український журналіст, поет (писав російською), перекладач, юрист і громадський діяч. Батько письменниці Зінаїди Тулуб, син Олександра Тулуба.

## Біографічні відомості
Народився 13 (25 лютого) 1862 року в Києві. Освіту здобув у херсонській гімназії та Київському університеті. Після закінчення курсу в 1887 році служив помічником секретаря Київської судової палати, потім мировим суддею у Брацлаві і з 1898 року членом Таганрозького окружного суду.

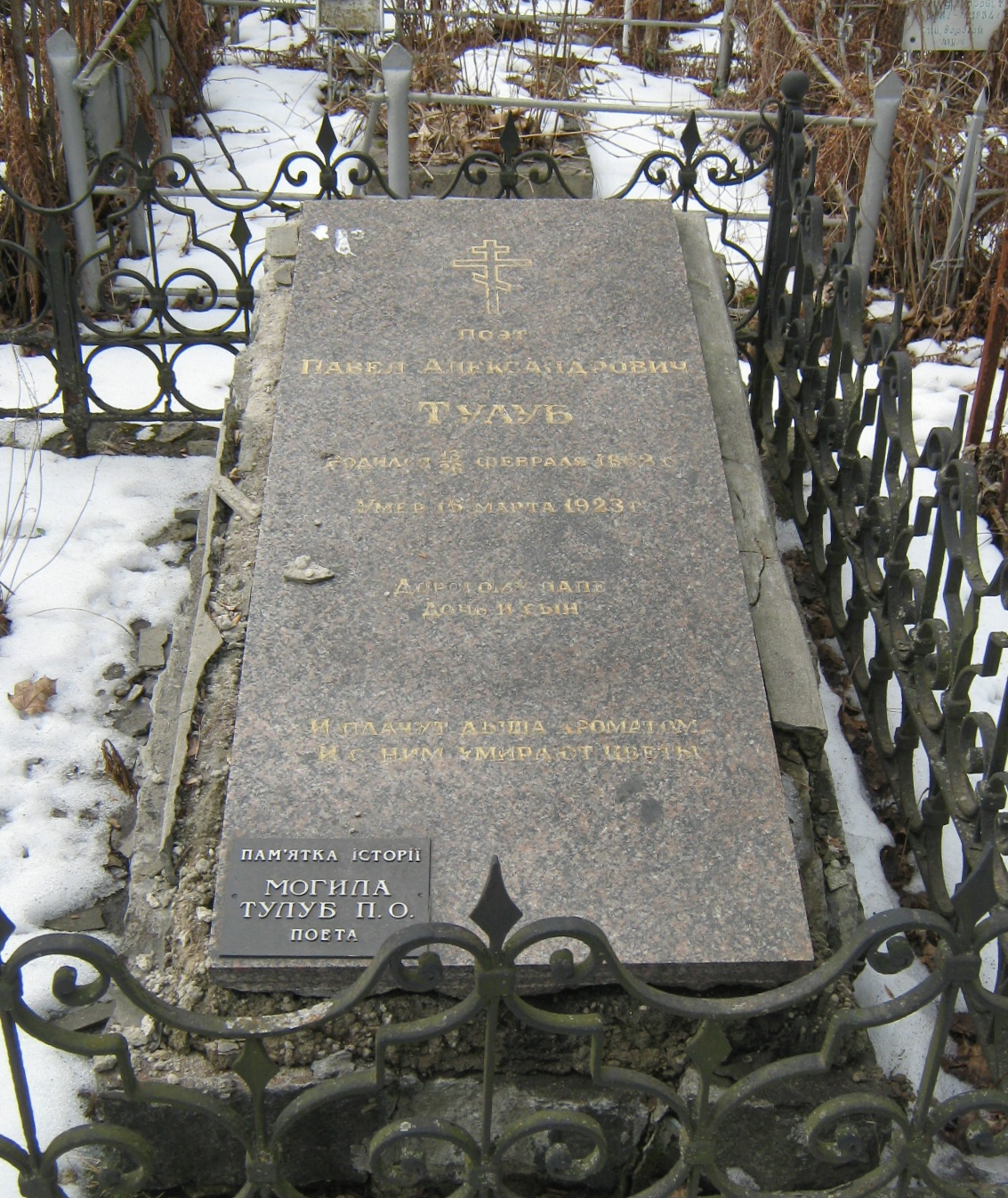
Могила Павла Тулуба

Помер 16 березня 1923 року. Похований у Києві на Лук'янівському цвинтарі (ділянка № 13-3, ряд 12, місце 2(1)).

## Творчість
Писав вірші російською мовою. Почав друкуватися 1890 року. Найвідоміший збірник — «Серед природи» («Среди природы»).
Перекладав поезії Тараса Шевченка російською мовою, друковані в 1904–1908 рр. у журналі «Вестник Европы».
Його переклади, заборонені царською цензурою, увійшли до збірки «Запретный Кобзарь» (1918).